# Aloe scobinifolia
Aloe scobinifolia é uma espécie de liliopsida do gênero Aloe, pertencente à família Asphodelaceae.